# Serie A 1958 (pallavolo femminile)
La Serie A femminile FIPAV 1958 fu la 13ª edizione del principale torneo pallavolistico italiano femminile organizzato dalla FIPAV.

## Regolamento e avvenimenti
Al torneo presero parte complessivamente 15 squadre, suddivise per criteri geografici in quattro gironi unici con gare da cinque set. Le prime classificate di ogni girone e le seconde dei gruppi B, C e D furono ammesse al girone finale.
Le gare della seconda fase (partite uniche da tre set) si disputarono a Bologna il 4 e il 5 giugno 1958; il titolo fu conquistato dall'Audax Modena.

## Prima fase

### Girone A

#### Classifica
| Pos. | Squadra      | Pt | G | V | P | SV | SP |
| ---- | ------------ | -- | - | - | - | -- | -- |
| 1.   | Spes Trieste | 8  | 4 | 4 | 0 | 12 | 1  |
| 2.   | Agi Gorizia  | 2  | 4 | 1 | 3 | 5  | 10 |
| 3.   | Fari Gorizia | 2  | 4 | 1 | 3 | 4  | 10 |

| Ammessa alla fase finale |

#### Risultati

##### Tabellone
|              | Gorizia Agi | Gorizia Fari | Trieste |
| ------------ | ----------- | ------------ | ------- |
| Gorizia Agi  | XXX         | 3-1          | 1-3     |
| Gorizia Fari | 3-1         | XXX          | 0-3     |
| Trieste      | 3-0         | 3-0          | XXX     |

### Girone B

#### Classifica
| Pos. | Squadra                  | Pt | G | V | P | SV | SP |
| ---- | ------------------------ | -- | - | - | - | -- | -- |
| 1.   | Rizzoli Milano           | 12 | 6 | 6 | 0 | 18 | 1  |
| 2.   | Indomita Modena          | 8  | 6 | 4 | 2 | 13 | 9  |
| 3.   | Sestese Sesto Fiorentino | 4  | 6 | 2 | 4 | 8  | 12 |
| 4.   | Cabassi Modena           | 0  | 6 | 0 | 6 | 1  | 10 |

| Ammesse alla fase finale |

#### Risultati

##### Tabellone
|                  | Milano | Modena Cabassi | Modena Indomita | Sesto Fiorentino |
| ---------------- | ------ | -------------- | --------------- | ---------------- |
| Milano           | XXX    | 3-0            | 3-1             | 3-0              |
| Modena Cabassi   | 0-3    | XXX            | 0-3             | 0-3              |
| Modena Indomita  | 0-3    | 3-1            | XXX             | 3-1              |
| Sesto Fiorentino | 0-3    | 3-0            | 1-3             | XXX              |

### Girone C

#### Classifica
| Pos. | Squadra                | Pt | G | V | P | SV | SP |
| ---- | ---------------------- | -- | - | - | - | -- | -- |
| 1.   | Audax Modena           | 12 | 6 | 6 | 0 | 18 | 1  |
| 2.   | Saves Alessandria      | 4  | 6 | 2 | 4 | 10 | 15 |
| 3.   | Max Mara Reggio Emilia | 4  | 6 | 2 | 4 | 9  | 14 |
| 4.   | Fari Brescia           | 4  | 6 | 2 | 4 | 8  | 15 |

| Ammesse alla fase finale |

#### Risultati

##### Tabellone
|               | Alessandria | Brescia | Modena Audax | Reggio Emilia |
| ------------- | ----------- | ------- | ------------ | ------------- |
| Alessandria   | XXX         | 3-1     | 0-3          | 3-2           |
| Brescia       | 3-2         | XXX     | 0-3          | 1-3           |
| Modena Audax  | 3-1         | 3-0     | XXX          | 3-0           |
| Reggio Emilia | 3-1         | 1-3     | 0-3          | XXX           |

### Girone D

#### Classifica
| Pos. | Squadra               | Pt | G | V | P | SV | SP |
| ---- | --------------------- | -- | - | - | - | -- | -- |
| 1.   | International Palermo | 12 | 6 | 6 | 0 | 18 | 2  |
| 2.   | Sport Palermo         | 8  | 6 | 4 | 2 | 13 | 8  |
| 3.   | Ciclope Catania       | 4  | 6 | 2 | 4 | 8  | 12 |
| 3.   | Polisportiva Messina  | 0  | 6 | 0 | 6 | 1  | 18 |

| Ammessa alla fase finale |

#### Risultati

##### Tabellone
|                       | Catania | Messina | Palermo International | Palermo Sport |
| --------------------- | ------- | ------- | --------------------- | ------------- |
| Catania               | XXX     | -       | -                     | -             |
| Messina               | -       | XXX     | -                     | -             |
| Palermo International | -       | -       | XXX                   | -             |
| Palermo Sport         | -       | -       | -                     | XXX           |

## Fase finale

### Classifica
| Pos. | Squadra               | Pt | G | V | P | SV | SP |
| ---- | --------------------- | -- | - | - | - | -- | -- |
| 1.   | Audax Modena          | 12 | 6 | 6 | 0 | 12 | 2  |
| 2.   | Rizzoli Milano        | 8  | 6 | 4 | 2 | 10 | 4  |
| 3.   | Indomita Modena       | 8  | 6 | 4 | 2 | 8  | 6  |
| 4.   | Spes Trieste          | 6  | 6 | 3 | 3 | 7  | 8  |
| 5.   | Sport Palermo         | 4  | 6 | 2 | 4 | 7  | 9  |
| 6.   | International Palermo | 4  | 6 | 2 | 4 | 5  | 9  |
| 7.   | Saves Alessandria     | 0  | 6 | 0 | 6 | 1  | 12 |

| Campione d'Italia |

### Risultati

#### Tabellone
|                       | Alessandria | Milano | Modena Audax | Modena Indomita | Palermo International | Palermo Sport | Trieste |
| --------------------- | ----------- | ------ | ------------ | --------------- | --------------------- | ------------- | ------- |
| Alessandria           | XXX         | –      | –            | –               | –                     | –             | –       |
| Milano                | 2-0         | XXX    | –            | –               | 2-0                   | 2-0           | 2-0     |
| Modena Audax          | 2-0         | 2-1    | XXX          | 2-0             | 2-0                   | 2-1           | 2-0     |
| Modena Indomita       | 2-0         | 2-1    | –            | XXX             | 2-0                   | –             | 2-1     |
| Palermo International | 2-0         | –      | –            | –               | XXX                   | 2-1           | –       |
| Palermo Sport         | 2-0         | –      | –            | 2-0             | –                     | XXX           | –       |
| Trieste               | 2-0         | –      | –            | –               | 2-1                   | 2-1           | XXX     |

## Fonti
- Filippo Grassia e Claudio Palmigiano (a cura di). Almanacco illustrato del volley 1987. Modena, Panini, 1986.